# Guðröðr (Ringerike)
Según la saga Heimskringla Guðrøðr Fridleifsson fue un caudillo vikingo de Noruega, rey de Ringerike en el siglo IX. En la saga Ragnarssona þáttr cita que era hermano de Helgi el Temerario, otro notable caudillo del reino.
Los hijos de Ragnar Lodbrok, Sigurd, Björn y Hvitsärk habían finalizado sus incursiones en Francia y tras el regreso de Björn a su hogar en Suecia, sus hermanos fueron atacados por el emperador Arnulfo de Carintia. En la batalla 100.000 daneses y noruegos cayeron, incluido Sigurd y el rey Guðrøðr. 